# Bahnhof Niedereisenbach-Hachenbach
Der Bahnhof Niedereisenbach-Hachenbach war der Bahnhof der Orte Niedereisenbach und Hachenbach an der Glantalbahn, die 1969 im Zuge der rheinland-pfälzischen Verwaltungsreform zur neuen Ortsgemeinde Glanbrücken zusammengelegt wurden. Der im Ortsteil Niedereisenbach gelegene Bahnhof wurde 1904 eröffnet und 1992 stillgelegt. Der Personenverkehr endete bereits 1985. Da der Bahnhof schon zuvor als Gütertarifpunkt aufgegeben worden war, war er fortan ohne regulären Verkehr gewesen. Seit 2000, als die Glantalbahn zwischen Altenglan und Staudernheim in eine Draisinenstrecke umgewandelt wurde, befindet sich an seiner Stelle die Draisinenstation Glanbrücken. Das frühere Empfangsgebäude steht zudem unter Denkmalschutz.

## Lage
Der Bahnhof befand sich in zentraler Lage innerhalb des Ortsteils Niedereisenbach zwischen St.Julian (km 42,2) im Süden und Offenbach-Hundheim (46,9) im Norden. Er liegt 175,4 Meter über Normalnull.

## Geschichte

### Erfolglose Bemühungen um einen Bahnanschluss
Bereits im Jahr 1856 gab es im Zuge der Projektierung der Rhein-Nahe-Bahn Bestrebungen eines Komitees, den Streckenverlauf entlang der Oster, des Kuselbachs und anschließend in nördlicher Richtung entlang des Glan zu führen. Dies scheiterte daran, dass Preußen die Bahnlinie möglichst lange innerhalb seines eigenen Territoriums haben wollte. Eine Trasse im Einzugsgebiet des Glantals hätte bedeutet, dass die Strecke über weite Teils über bayerisches Gebiet geführt hätte, was nicht im preußischen Interesse war. 1868 wurde die Bahnstrecke Landstuhl–Kusel eröffnet, die jedoch lediglich von Glan-Münchweiler bis Altenglan entlang des Glan führte. Bereits deren Konzessionierung beflügelte die Bestrebungen der Gemeinden im Flusstal nördlich von Altenglan, einen Bahnanschluss zu fordern. Am 7. September 1871 traf sich ein Komitee im Meisenheim, um die von Ingenieuren ausgearbeiteten Pläne für eine solche Strecke zu beratschlagen. Die damals ausgearbeitete Trassierung wich jedoch von der später tatsächlich ausgeführten Strecke stellenweise ab. Das besagte Komitee gab am 27. Januar des Folgejahres schließlich eine Denkschrift heraus, in der sowohl die wirtschaftliche als auch die militärische Bedeutung einer Bahnlinie entlang des Glan hervorgehoben wurde. Diese Bemühungen blieben jedoch zunächst ebenfalls erfolglos, da das Vorhaben an unterschiedlichen Vorstellungen zur Zinsgarantie zwischen Preußen und Bayern scheiterte.

### Planung, Bau und Eröffnung
Erst gegen Ende des 19. Jahrhunderts revidierte Bayern seine ablehnende Haltung gegenüber einer strategischen Bahnlinie entlang der gesamten Glan, da sich die deutschen Beziehungen zu Frankreich zwischenzeitlich verschlechtert hatten. Die strategische Strecke sollte von Homburg aus unter Mitbenutzung der Bahnstrecke Landstuhl–Kusel auf dem Abschnitt Glan-Münchweiler–Altenglan und der vom Lautertal aus kommenden Strecke ab Lauterecken bis nach Bad Münster verlaufen, wobei sich der Verlauf ab Odernheim am rechten Ufer der Nahe orientieren sollte. Gleichzeitig war vorgesehen, die Bestandsstrecke Lauterecken–Odernheim zweigleisig auszubauen.
Baubeginn für die strategische Bahn war der Sommer 1902. Am 27. Oktober desselben Jahres begann das Mannheimer Unternehmen Grün & Bilfinger mit den Bauarbeiten für den von Sankt Julian nach Lauterecken verlaufenden Streckenabschnitt. Im Einzugsgebiet von Niedereisenbach musste der Glan sowie eine parallel verlaufende Straße verlegt werden; für ersteren wurde eigens ein neues Flussbett ausgehoben. Die ausgegrabene Erde wurde dabei als Bahndamm benutzt, um zu verhindern, dass die Bahnstrecke von Überschwemmungen des Glan, die hauptsächlich im Frühjahr in seinem mittleren Abschnitt auftraten, in Mitleidenschaft gezogen würde. Verrichtet wurden die entsprechenden Arbeiten durch Tagelöhner aus Italien.
Witterungsbedingt mussten die Arbeiten im Dezember unterbrochen werden und wurden erst im Frühjahr 1903 wiederaufgenommen. Auf dem Abschnitt Eschenau–Lauterecken war der Oberbau am 21. Januar 1904 größtenteils fertiggestellt. Die Glantalbahn wurde schließlich am 1. Mai desselben Jahres auf durchgehender Länge eröffnet; entlang dieser neuen Bahnstrecke war Niedereisenbach-Hachenbach eine von insgesamt 26 Unterwegsstationen.

### Weitere Entwicklung
Zum 5. Mai 1941 wurde ein Verzeichnis mit dem Titel „lebenswichtige Züge“ herausgebracht. Sein Zweck bestand darin, dass aufgrund des Krieges damit zu rechnen war, dass der Fahrplan nicht eingehalten werden kann. Aus diesem Grund umfasste es ein Mindestangebot an Zügen, das einzuhalten war. Zwischen Altenglan und Lauterecken-Grumbach mussten demnach mindestens vier Züge verkehren.
Nach dem Zweiten Weltkrieg verlor die Glantalbahn zunehmend an Bedeutung. Von 1947 bis 1949 verkehrte zwischen Altenglan und Lauterecken-Grumbach dreimal pro Woche ein Güterzug mit Personenbeförderung. Zum Wechsel in den Sommerfahrplan 1954 wurde der Bahnhof in einen Haltepunkt umgewandelt.
Anfang der 1960er Jahre war der Bahnhof nicht mehr besetzt, jedoch blieben die Signalanlagen bestehen und wurden durchgeschaltet. Nachdem bereits 1961 der Verkehr auf dem Abschnitt Odernheim–Bad Münster aufgrund seiner geringen Bedeutung eingestellt worden war, wurde der Teilabschnitt Altenglan–Meisenheim in den 1960er Jahren schrittweise auf ein Gleis zurückgebaut. 1962 erfolgte auf dem Abschnitt Altenglan–Lauterecken-Grumbach außerdem die Einstellung des Personenverkehrs an Sonntagen. Zwei Jahre später wurde das zweite Gleis zwischen Sankt Julian und Lauterecken-Grumbach stillgelegt und anschließend abgebaut; dadurch waren in Niedereisenbach-Hachenbach keine Zugkreuzungen mehr möglich. Ende der 1960er Jahre versuchte die Deutsche Bundesbahn (DB) erstmals, ein Stilllegungsverfahren der Bahnlinie einzuleiten, was die Landesregierungen von Rheinland-Pfalz und Saarland jedoch verhinderten. Einen erneuten Versuch unternahm die DB diesbezüglich im Jahr 1973. Dieses Mal zielten ihre Bemühungen darauf ab, unter anderem den Güterverkehr zwischen Altenglan und Lauterecken-Grumbach zum 31. Dezember 1975 einzustellen.

### Stilllegung und Umwandlung in eine Draisinenstrecke
Am 31. Mai 1985 wurde der Personenverkehr zwischen Altenglan und Lauterecken-Grumbach eingestellt. Bedeutung hatte der Streckenabschnitt zuletzt fast ausschließlich im Schülerverkehr gehabt. Da der Bahnhof Niedereisenbach-Hachenbach genau wie die benachbarten Stationen Niederalben-Rathsweiler, Eschenau (Pfalz) und St. Julian bereits zuvor als Gütertarifpunkte geschlossen worden waren, war er fortan ohne regulären Zugverkehr. Am 29. September 1985 wurde die Bahnstrecke zwischen Glan-Münchweiler und Odernheim offiziell zur Nebenbahn herabgestuft, ein Status, der faktisch bereits seit Jahrzehnten bestanden hatte.
1991 leitete die Deutsche Bundesbahn für den Abschnitt von Altenglan und Lauterecken-Grumbach ein Stilllegungsverfahren ein, das durch die Umwandlung ersterer in die Deutsche Bahn zum Jahreswechsel 1993/1994 zunächst ausgesetzt wurde. Ebenfalls 1992 verkehrte mit dem Unkrautspritzzug der letzte Zug über den Abschnitt Altenglan–Lauterecken-Grumbach. Die Verkehrseinstellung trat zum 31. Dezember 1995 in Kraft.
Um eine endgültige Stilllegung des Streckenabschnitts Altenglan–Staudernheim einschließlich Streckenabbau zu verhindern, hegten Studenten der Universität Kaiserslautern Pläne, wonach auf der Glantalbahn zwischen Altenglan und Staudernheim ein Betrieb mit Eisenbahn-Draisinen eingerichtet werden solle. Zu den Unterstützern dieses Projekts gehörte der Kuseler Landrat Winfried Hirschberger, dem im Jahr 2000 schließlich die Verwirklichung gelang. Seit 2000 befindet sich am früheren Bahnhof Niedereisenbach-Hachenbach die Draisinenstation Glanbrücken auf der Glanstrecke.

## Bauwerke
Das Empfangsgebäude – ein Quaderbau –, das einstöckige Lagerhaus samt Rampe und das Aborthaus stehen unter Denkmalschutz. Diese im Jahr 1904 fertiggestellten Bauten prägen das Ortsbild und haben die Anschrift Glantalstraße 7/9. Das Bahnhofsgebäude wurde – wie die meisten seinesgleichen entlang der Bahn – aus Sandstein aus der unmittelbaren Region gefertigt. Nachdem die Bundesbahn nach der Einstellung des Personenverkehrs die Empfangsgebäude entlang der Strecke verkauft hatte, gelangte das Bahnhofsgebäude in Privatbesitz und wurde in diesem Zusammenhang restauriert.
Der Bahnhof verfügte bis in die 1960er Jahre hinein über einen Haus- sowie einen Mittelbahnsteig. Ersterer war 165 Meter und letzterer 205 Meter lang. Der Güterschuppen war 7,50 Meter lang, 4 Meter breit und 3,45 Meter hoch.

## Verkehr

### Personenverkehr
Im Jahr 1905 wurden am Bahnhof Niedereisenbach-Hachenbach insgesamt 8191 Fahrkarten verkauft. Mit der durchgehenden Eröffnung der Glantalbahn wurde der Bahnhof von fünf Zugpaaren angefahren. Bis zum Ausbruch des Ersten Weltkrieges erhöhte sich die Zahl auf sechs, um sich nach Kriegsende zu halbieren. 1929 fuhren zehn Zugpaare Niedereisenbach-Hachenbach an, was zugleich der Höchststand hinsichtlich der Frequentierung des Bahnhofs war. In den 1930er Jahren und im Zweiten Weltkrieg waren es nur noch sechs und unmittelbar danach drei Zugpaare. In den nächsten drei Jahrzehnten schwankte die Zahl zwischen fünf und sieben; zum Zeitpunkt der Stilllegung verkehrten drei Zugpaare an Werktagen.

### Güterverkehr
Für den Güterverkehr besaß der Bahnhof eine Laderampe sowie entsprechende Ladegleise. Wie die meisten Bahnhöfe auf dem Streckenabschnitt Altenglan–Lauterecken-Grumbach besaß Niedereisenbach-Hachenbach im Güterverkehr keine große Rolle. So wurden 1905 beispielsweise lediglich 8675 Tonnen Güter empfangen beziehungsweise verkauft. 1920 bediente ein im Bahnhof Ebernburg an der Alsenztalbahn beginnender Nahgüterzug alle Bahnhöfe der Glantalbahn zwischen Lauterecken-Grumbach und Homburg. Währenddessen ging nach dem Ende des Zweiten Weltkrieges der Güterverkehr deutlich zurück. Wurden 1972 noch 1406 Tonnen empfangen, waren es zehn Jahre später nur noch 584; im Versand spielte der Bahnhof bereits in den 1970er Jahren keine Rolle mehr.